# Peru International (бадмінтон)
Peru International — щорічний міжнародний бадмінтонний турнір, який проходить у Перу з 1996 року. 

## Переможці
| Рік  | Чоловічий одиночний | Жіночий одиночний | Чоловічий парний                       | Жіночий парний                      | Змішаний парний                        |
| ---- | ------------------- | ----------------- | -------------------------------------- | ----------------------------------- | -------------------------------------- |
| 1996 | Кеннет Еріксен      | Адрієнн Кочіш     | Хосе Антоніо Ітурріага Густаво Саласар | Лорена Бланко Адрієнн Кочіш         | Маріо Карулья Адрієнн Кочіш            |
| 1997 | Расмус Венгберг     | Пернілль Гардер   | Расмус Венгберг Аєн Сайді              | Пернілль Гардер Йоханна Хольгерссон | Нільс Крістіан Кальдау Пернілль Гардер |
| 1998 | Петер Янум          | Лотта Андерссон   | Майк Берес Аєн Сайді                   | Шармен Рід Кара Сольмундсон         | Аєн Сайді Шармен Рід                   |
| 1999 | Ardy Wiranata       | Кара Сольмундсон  | Говард Бак Марк Манга                  | Мілен Клутьє Роббін Ермітаж         | Майк Берес Кара Сольмундсон            |
| 2000 | Кадзухіро Сімогамі  | Такако Іда        | Ma Che Kong Yau Tsz Yuk                | Сатомі Ігава Хіроко Нагаміне        | Майк Берес Кара Сольмундсон            |
| 2001 | Тьїтте Вейстра      | Лорена Бланко     | Гільєрмо Кокс Хосе Антоніо Ітурріага   | Фелісіті Голлуп Джоанн Маггерідж    | Тьїтте Вейстра Доріана Рівера          |
| 2002 | Тьїтте Вейстра      | Коріна Геррле     | Ерік Го Mike Chansawangpuvana          | Фелісіті Голлуп Джоанн Маггерідж    | Тьїтте Вейстра Доріана Рівера          |
| 2003 | Річард Воен         | Келлі Морган      | Серхіо Льопіс Хосе Антоніо Креспо      | Джудіт Баумеєр Фаб'єнн Баумеєр      | Метью Г'юз Джоанн Маггерідж            |
| 2004 | Сьо Сасакі          | Міхо Тнака        | Говард Бак Кевін Ген                   | Йосіко Івата Міюкі Таї              | Філіпп Бурре Деніз Жюльєн              |
| 2005 | Боббі Мілрой        | Юен Вемісс        | Keishi Kawaguchi Тору Мецумото         | Норіко Окума Міюкі Таї              | Kennevic Asuncion Kennie Asuncion      |
| 2006 |                     |                   |                                        | Jie Meng Валерія Ріверо             | Валерія Ріверо                         |
| 2007 | Набіль Ласмарі      | Клаудія Ріверо    | Майк Берес Вільям Мілрой               | Крістіна Айкарді Клаудія Ріверо     | Майк Берес Валері Локер                |
| 2008 | Кевін Кордон        | Клаудія Ріверо    | Франсіскр Угас Хосе Антоніо Креспо     | Eugenia Tanaka Таня Луїс            | Андрес Корпанчо Крістіна Айкарді       |
| 2009 | Kimihiro Yamaguchi  | Клаудія Ріверо    | Кевін Кордон Родольфо Рамірес          | Крістіна Айкарді Клаудія Ріверо     | Педро Янг Паула Родрігес               |
| 2010 | Yuichi Ikeda        | Manami Ebuchi     | Adrian Liu Derrick Ng                  | Ніколь Гретер Шармен Рід            | Toby Ng Grace Gao                      |